# Lys (Gressoney)
De Lys is een bergrivier in de Italiaanse regio Aostadal.
De rivier ontspringt uit de Lys-gletsjer op de zuidflank van de Monte Rosa en stroomt daarna zuidwaarts door het Val di Gressoney om tentslotte uit te komen in de Dora Baltea bij Pont-Saint-Martin.